# Cynara cardunculus
Pour les articles homonymes, voir Cardon (homonymie).
Espèce
Classification APG III (2009)
Synonymes
Carduus cardunculus (L.) Baill.
Carduus cynara E.H.L.Krause
Carduus scolymus Baill.
Cnicus communis Lam.
Cynara corsica Viv.
Cynara ferox Ten. ex Steud.
Cynara horrida Aiton
Cynara spinosissima J.Presl & C.Presl
Cynara sylvestris Lam.

Statut de conservation UICN

 LC  : Préoccupation mineure
Cynara cardunculus est une espèce de plantes herbacées bisannuelles, de la famille des Astéracées. Originaire du bassin méditerranéen, il en existe une variété sauvage et plusieurs variétés cultivées (principalement l'artichaut et le cardon cultivé) qui présentent elles-mêmes de nombreux cultivars.
- C. cardunculus var. sylvestris est le cardon sauvage.
- L'artichaut (C. cardunculus var. scolymus, syn. = C. scolymus L.) est une plante potagère cultivée pour sa « tête », l'inflorescence en capitule, récoltée avant que les fleurs ne se développent[2];
- Le cardon cultivé  (C. cardunculus var. altilis, syn. =  Cynara cardunculus L. subsp. cardunculus) est une plante potagère cultivée pour ses « côtes » charnues (pétiole et nervure principale développée des feuilles) consommées comme légume[2];

## Taxinomie
Linné a le premier nommé cette espèce en 1753, Cynara cardunculus. Le lectotype est une illustration de 1664 de "Scolymus aculeatus" dans le Tabernaemontanus,. Voir l'histoire de la nomenclature à Cynara.

## Le cardon
La distinction du cardon sauvage de l'artichaut se fait par la présence ou l'absence d'épines.
|                                                               | Cardon         | Artichaut   |
| Bractées involucrales et segments foliaires ultimes terminées | par des épines | sans épines |

Une entrée spéciale est dédiée à l'artichaut cultivé dont l'ancêtre sauvage était le cardon sauvage (S. Lanteri, E. Portis).

### Noms vernaculaires
Le terme « cardon » a été emprunté à l'occitan cardo(n) (attesté dans la deuxième moitié du XIIIe siècle), venant du bas latin cardo -onis, chardon.
Les termes de « chardonnette » et « cardonnette » étaient aussi employés pour le cardon sauvage dont la fleur était utilisée pour faire cailler le lait (D. Ac. 1835-1932).
Les cardons sont communément appelés « taga », ou « koc l'beldi » au Maroc, « taga » en Kabylie, et « khorchèf » en Algérie, au Maroc et en Tunisie.
Le cardon sauvage est désigné dans certaines régions marocaines par koc lahmir (artichaut aux ânes).

### Liste des sous-espèces et variétés
Selon NCBI (5 juil. 2012) :
- Cynara cardunculus subsp. cardunculus
- Cynara cardunculus var. altilis
- Cynara cardunculus var. scolymus
- Cynara cardunculus var. sylvestris
- Cynara cardunculus subsp. flavescens

### Description

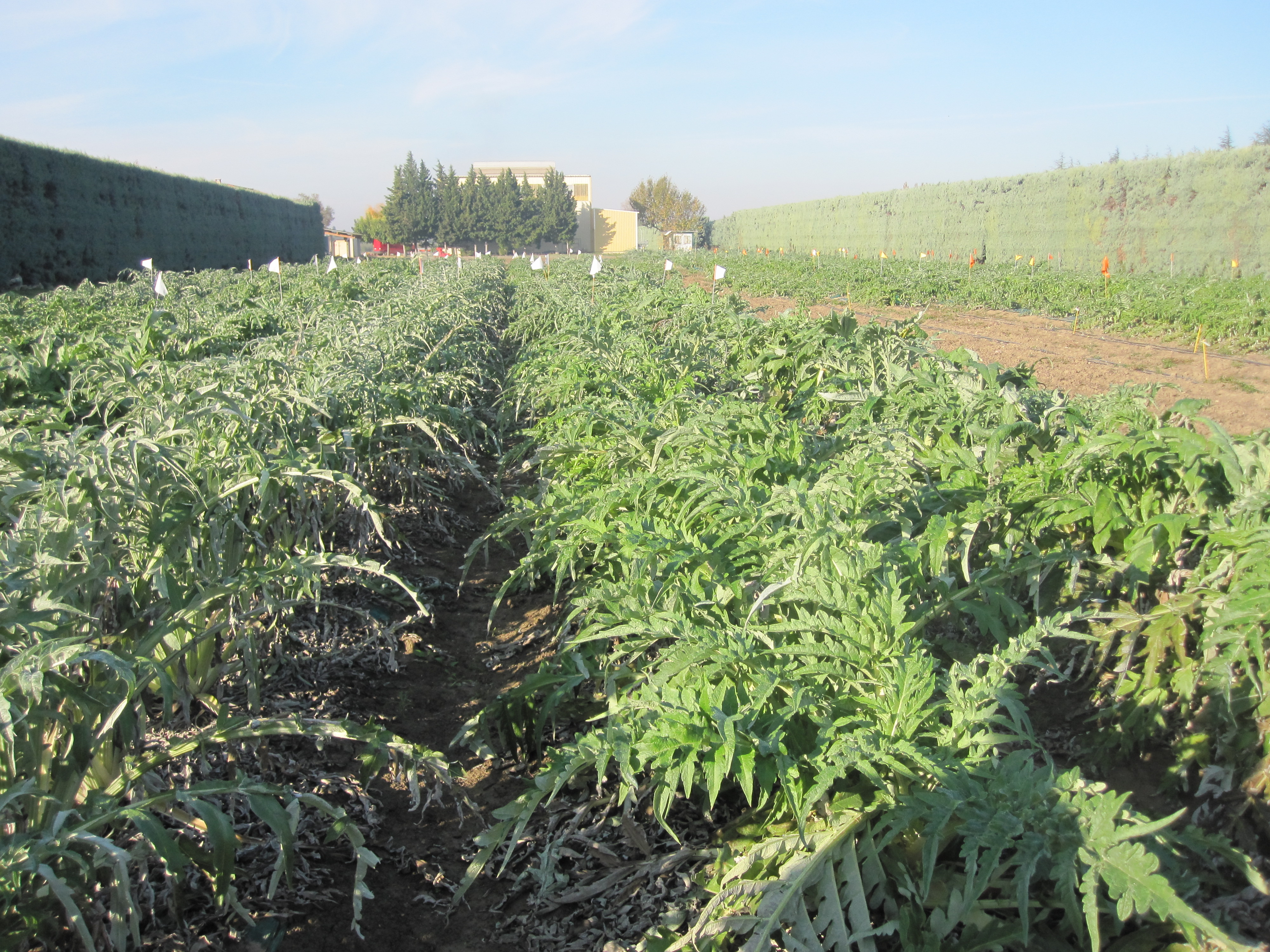
Variétés de cardons.

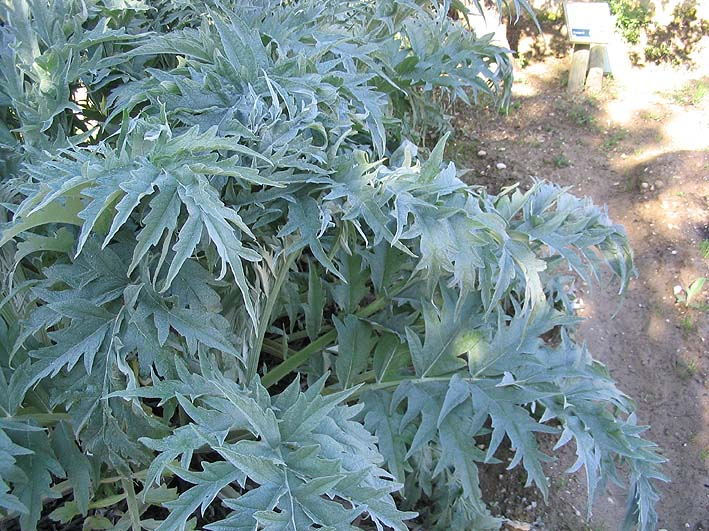
Feuilles de cardon.

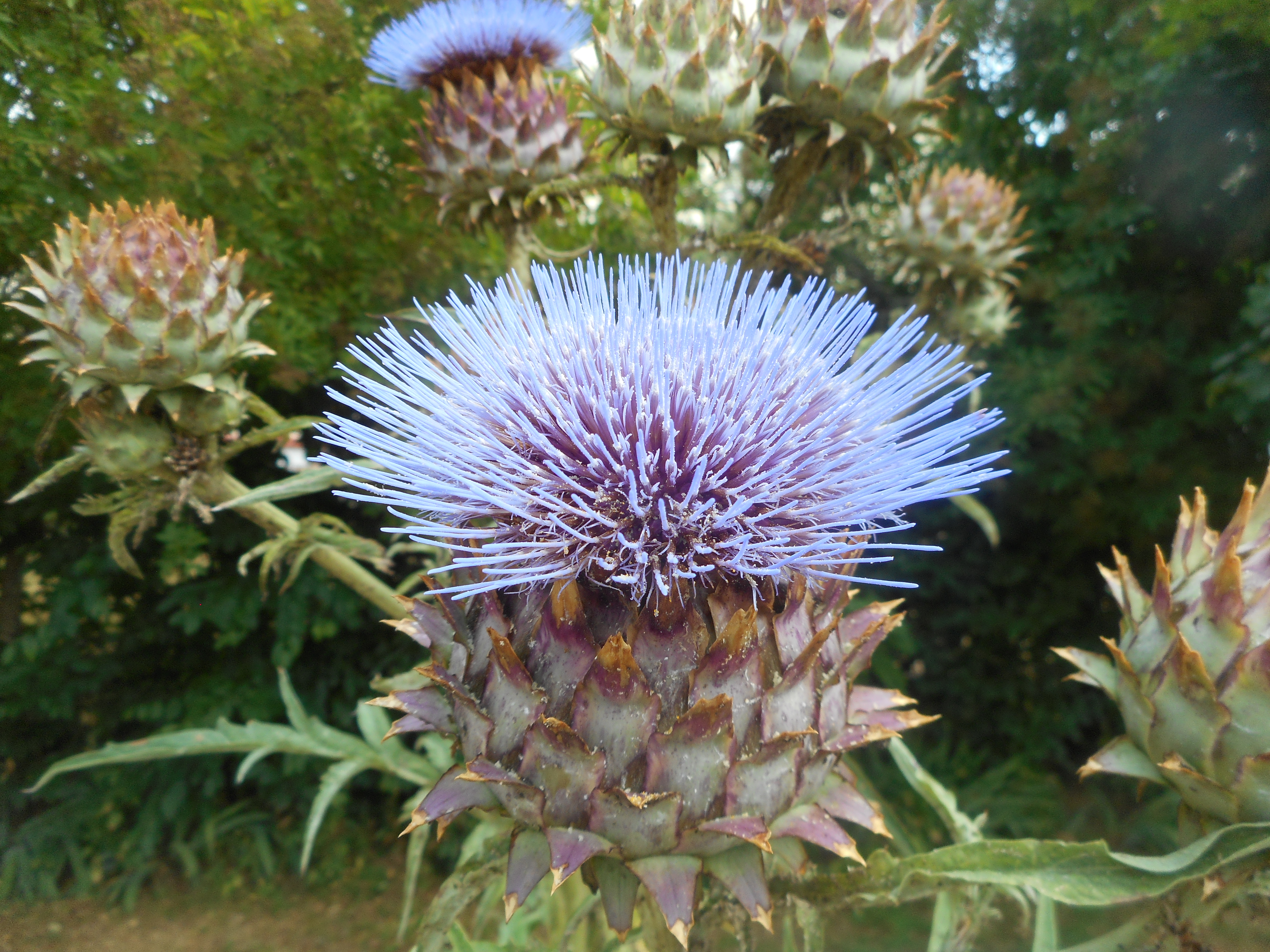
Inflorescence de cardon.

Le cardon sauvage est une plante bisannuelle, vivace par ses rejets, qui se développe d'abord en rosette, puis émet une tige principale épaisse et rameuse qui peut atteindre deux mètres de haut.
Les feuilles très grandes, longues, profondément divisées en lobes aigus, pennatipartites, armés d'épines grêles de 1-3 cm, de couleur gris argenté, aranéeuses ou tomenteuses en dessous, sont longuement pétiolées. Le pétiole qui se prolonge en nervure principale est large et charnu.
Les fleurs, bleu violacé, sont réunies en capitules qui apparaissent à partir de la deuxième année. Ces capitules sont entourés d'un involucre de bractées pointues, terminées par une épine très robuste. Ils sont plus petits que ceux de l'artichaut et sont également comestibles. Les fleurons sont hermaphrodites, de couleur bleu violacé à blanc, avec des pétales soudés à la base en une corolle en tube. L'autopollinisation est évitée par protandrie, c'est-à-dire que les surfaces du stigmate sont matures deux à trois jours avant la libération du pollen.
La floraison a lieu en juin-juillet.
Les graines sont des akènes oblongs surmontés d'une aigrette plumeuse qui se séparent facilement.
Le cardon cultivé se distingue de la forme sauvage par l'absence (presque complète) d'épines au bout des lobes et par des bractées involucrales mucronées, pourvues ou non d'épines de 1-2 mm. Il varie beaucoup par sa taille, la forme de ses feuilles, le nombre des épines. Dans la forme cultivée, le pétiole constitue la partie comestible des côtes de cardons (on récolte le pétiole des grandes feuilles extérieures).

## Origine et distribution

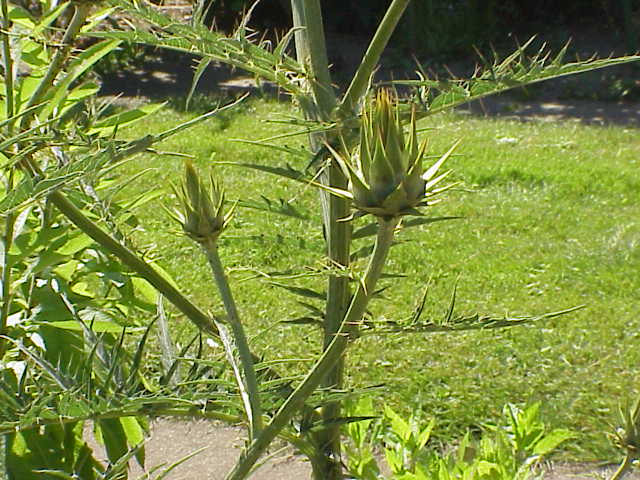

Le cardon sauvage est le taxon de Cynara de loin le plus largement distribué. Il croît dans les milieux chauds et secs et de basses altitudes.  C'est une plante, comme l'artichaut, sensible au gel ; elle ne résiste pas à des températures inférieures à − 4 °C. Il colonise aussi les milieux anthropisés comme le bord des champs et des routes.
Il est originaire des régions méditerranéennes centrales et occidentales:
- Afrique du Nord (des îles Canaries et du Maroc à la Libye) ;
- Europe méridionale et atlantique ; Grèce, Italie, ex-Yougoslavie, sud de la France, Portugal, Espagne ;
- Asie mineure : populations isolées en Turquie, et à Chypre.

Le cardon cultivé s'est naturalisé par la culture un peu partout ailleurs.
Il est considéré comme plante envahissante aux États-Unis, au Mexique, en Australie, et dans la pampas en Argentine.
Cette plante figurait parmi les plantes potagères recommandées dans le capitulaire De Villis au Moyen Âge.

## Statuts de protection, menaces
L'espèce n'est pas encore évaluée à l'échelle mondiale par l'UICN. En Europe elle est classée comme non préoccupante . En France elle est considérée vulnérable (VU).

## Histoire
Le cardon sauvage est vraisemblablement mentionné par Théophraste au IVe siècle av. J.-C. sous le nom de kaktos, et consommé par les Grecs. Sous le nom de carduus, Pline le mentionne au Ier siècle. Ce légume figure également dans un recueil de recette de l'Antiquité, De re coquinaria ; il est en effet apprécié des Romains et cultivé en Sicile et dans la région de Carthage.
À la Renaissance, Olivier de Serres affirme que la région lyonnaise et le Dauphiné sont « le pays des cardes » et dans les premières décennies du XIXe siècle Grimod de La Reynière vante les mérites culinaires du cardons tout en le disant difficile à bien cuisiner.
À Genève, une tradition tenace veut qu'il ait été introduit par les réfugiés huguenots en 1685, mais il y est déjà servi en 1566. Peut-être est-il déjà arrivé au XVe siècle, lorsque Genève était une importante ville de foires européennes. 

## Culture

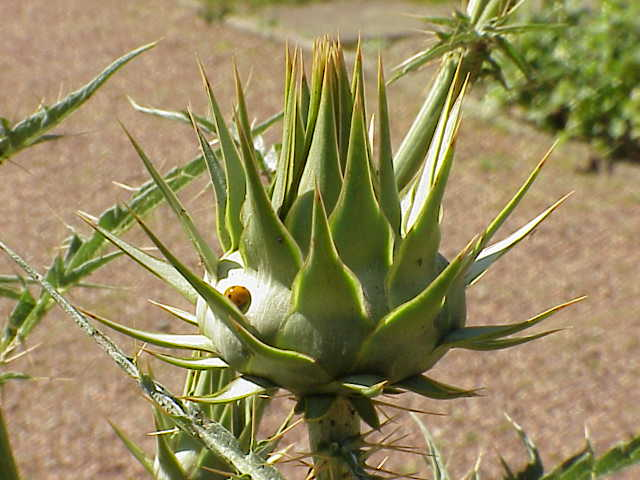
Les bractées involucrales du cardon se terminent par des épines.

Préfère un sol frais, profond, bien travaillé, fumé et riche en matière organique et une exposition ensoleillée.
La multiplication se fait au printemps, par semis en pépinière abritée ou en place après les gelées, en avril-mai. En cas de semis en pépinière, les plants sont repiqués au stade 3-4 feuilles lorsque la température ambiante dépasse les 12 °C.
Avant la récolte, on procède au blanchiment, destiné à attendrir les côtes, qui consiste à étioler les plantes en les attachant, après les avoir enveloppées d'un film opaque, et, éventuellement, à les butter sur une hauteur de 25 cm environ.
La récolte des côtes intervient d'août à octobre, cinq à six mois après le semis.
Conduite de culture : afin d’attendrir les côtes, il est conseillé de les blanchir avant la récolte. On procède à leur étiolement en les attachant et en les enveloppant d’un film opaque.

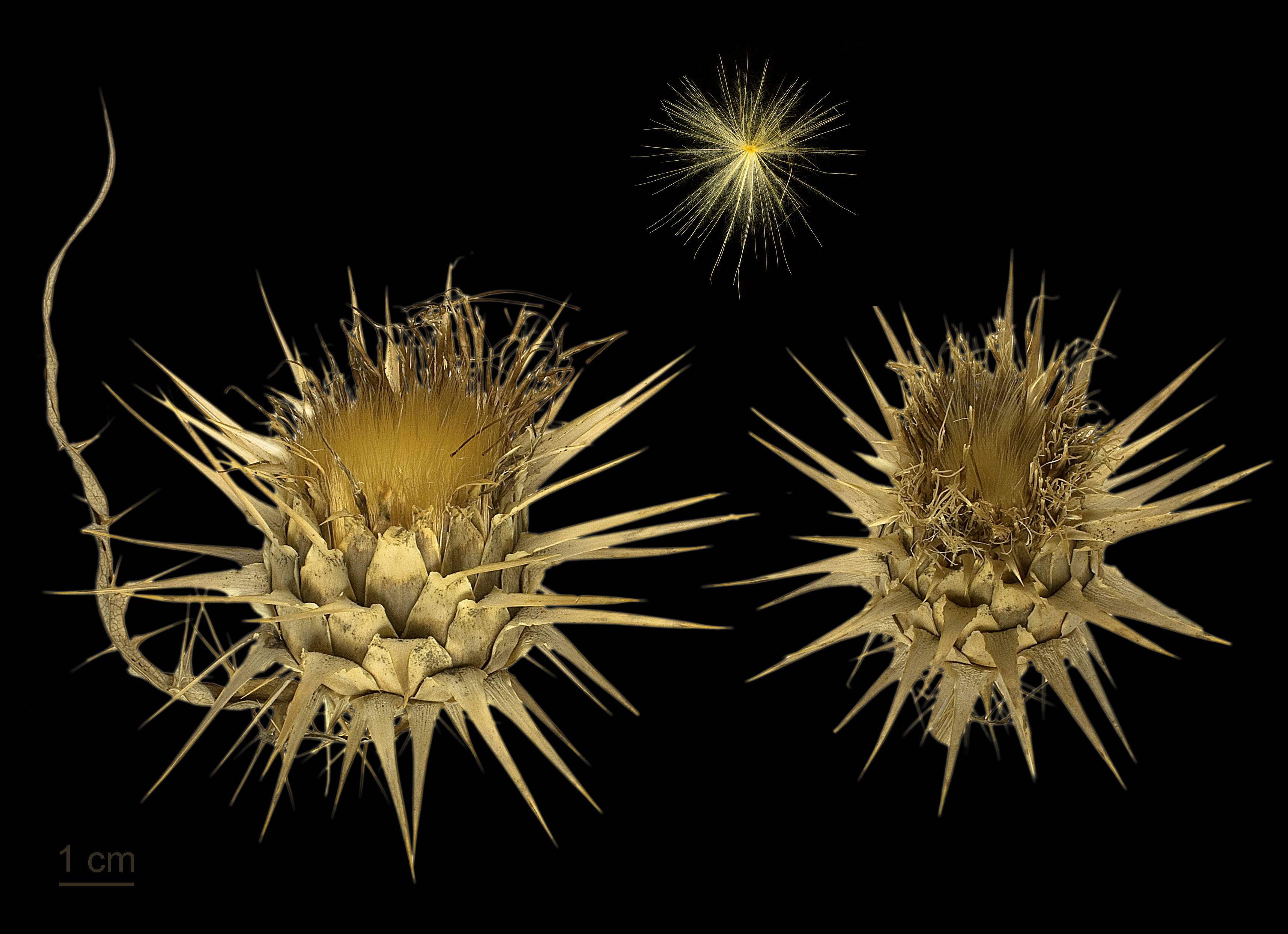
Cynara cardunculus - Muséum d'histoire naturelle de Toulouse.

## Principales variétés
- Blanc amélioré
- Plein Blanc amélioré Puvis
- Vert Vaulx Velin
- Épineux argenté de Plainpalais
- Rouge d'Alger

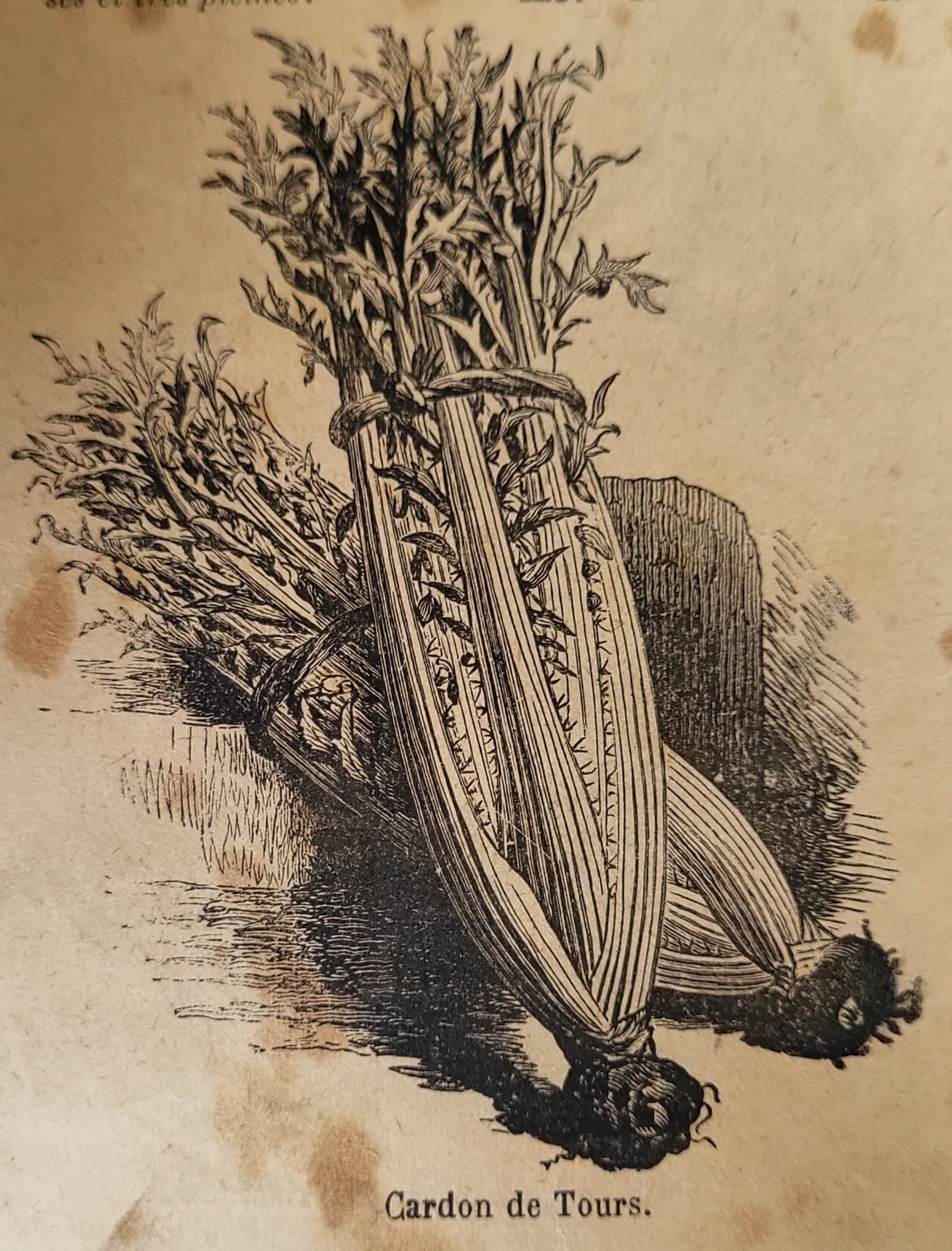
Cardon de Tours (Catalogue Vilmorin 1900).

Le cardon épineux genevois est une AOP.

## Utilisation

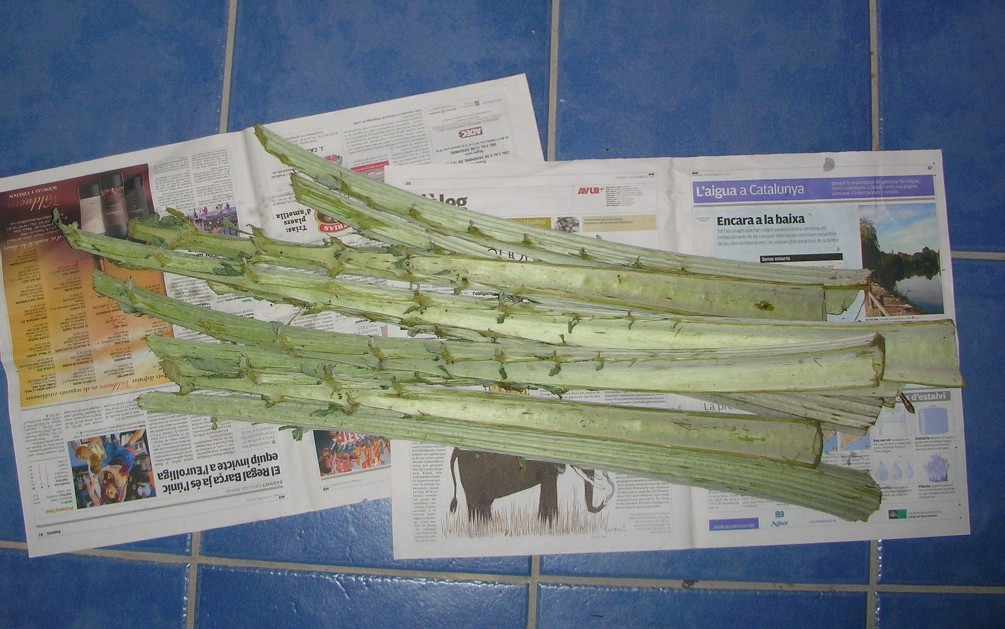
Partie comestible du cardon.

Les côtes de cardon, ou cardes, au goût assez proche de celui de l'artichaut, se consomment cuites. Elles s'accommodent en sauté ou au gratin, souvent avec de la sauce blanche. On les prépare également en omelettes, ou bien dans une sauce à base de moelle de bœuf. La préparation sous forme de gratin est, dans la région de Genève et à Lyon, un des plats du repas traditionnel de la veille de Noël. En Provence la carde fait également partie traditionnellement des plats du repas maigre de la veille de Noël. À cette occasion, elle est blanchie dans plusieurs eaux bouillantes, pour éliminer toute amertume, puis consommée froide, soit accompagnée d'une sauce appelée pébrade (huile d'olive, anchois fondus, poivre), soit frite. En Algérie et en Tunisie elle est utilisée dans le couscous, et au Maroc elle est accommodée dans un tajine avec de la viande en sauce.
On peut en tirer un coagulant utilisé comme alternative à la présure dans la fabrication du fromage, avec l'avantage que le fromage convient alors totalement aux végétariens ; de nombreux fromages, dans les pays du Sud de l'Europe sont traditionnellement fabriqués de cette manière.
Qualités nutritives : c’est un aliment très peu calorique (13 calories/100 g), très riche en fibres, en vitamines (A, B, C, PP) et en sels minéraux (calcium, fer, magnésium, manganèse, soufre, phosphore). 

## Aspects économiques

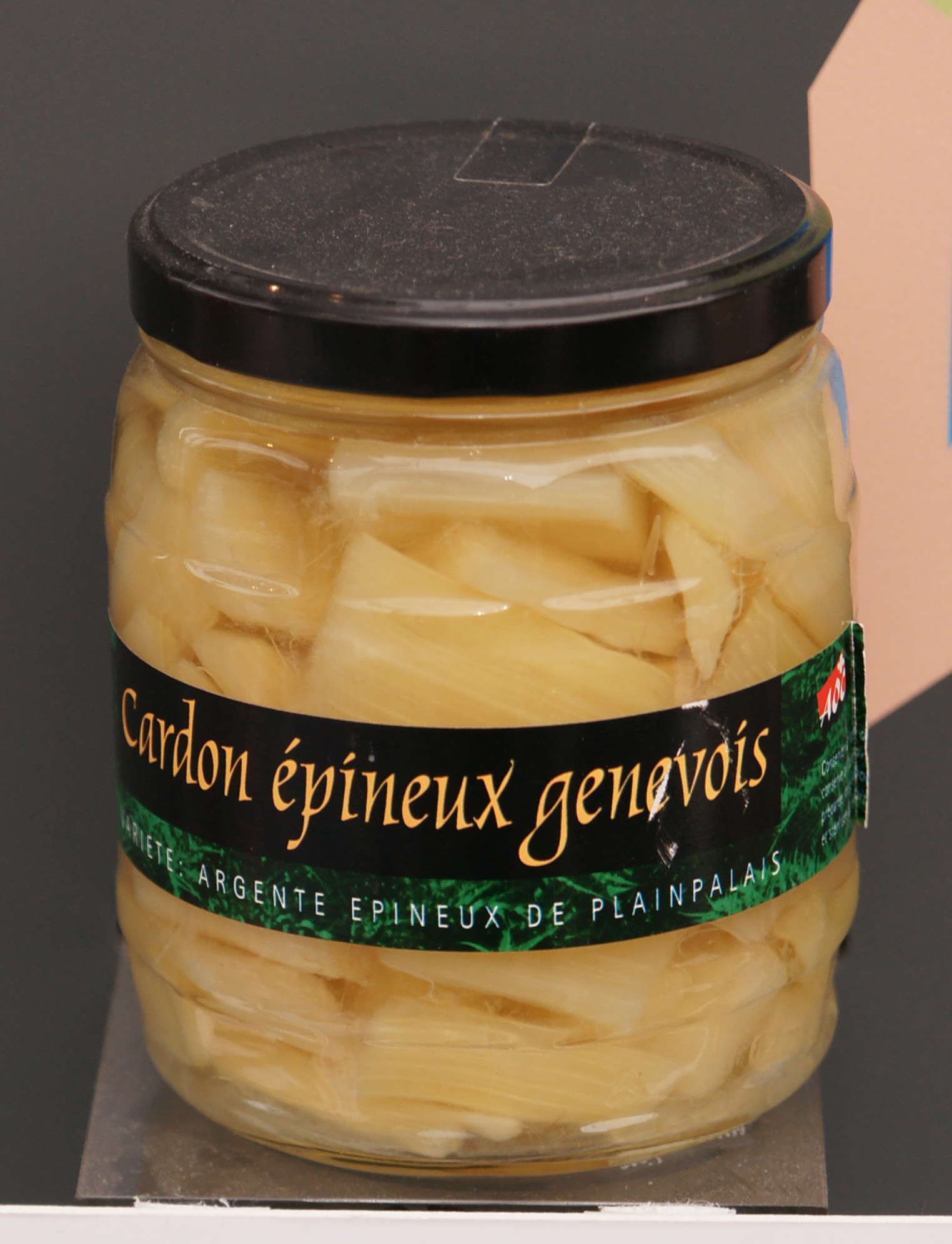
Cardon épineux genevois.

C'est un légume de faible importance économique. La production des cardons est surtout développée en Espagne et en Italie. En France, sa culture se pratique surtout en Provence, dans la région lyonnaise, en Dauphiné et en Savoie. En Suisse, dans le canton de Genève, seule région à le cultiver, le cardon épineux argenté (variété de Plainpalais) a obtenu une AOC le 7 octobre 2003.
En dehors du pétiole comestible (ou de la fleur consommée parfois comme l’artichaut classique), sa graine très oléagineuse est étudiée comme une source intéressante pour le développement de biodiesel (appelé localement « huile d’artichaut ») dans des pays de l'hémisphère sud où la plante sait s’adapter à des climats très secs (comme les chardons sauvages) et s’étendre naturellement avec peu d’intervention humaine.
Le problème pour sa culture intensive est que la plante demande un espace par pied assez élevé, ne facilitant pas les récoltes, mais se propage de façon très invasive : c’est aussi le principal facteur de son invasion de zones très étendues, en Californie, en Australie, ou dans la pampa argentine par exemple, où elle entre en forte concurrence avec les rares espèces locales adaptées à ces milieux secs (par exemple les cactées dont le développement est plus lent et non invasif).